# Ilha Mansel
A Ilha Mansel (Pujjunaq na língua inuktitut) é uma ilha do Arquipélago Ártico Canadiano, localizada na Baía de Hudson, no território de Nunavut, Canadá. Tem 3180 km² de área, o que a torna a 159.ª maior do mundo, e a 28.ª do Canadá. O clima é de tundra.
O seu nome é uma homenagem ao vice-almirante inglês Robert Mansell (1573-1656), tendo sido designada por Thomas Button em 1613.